# Tilsiter

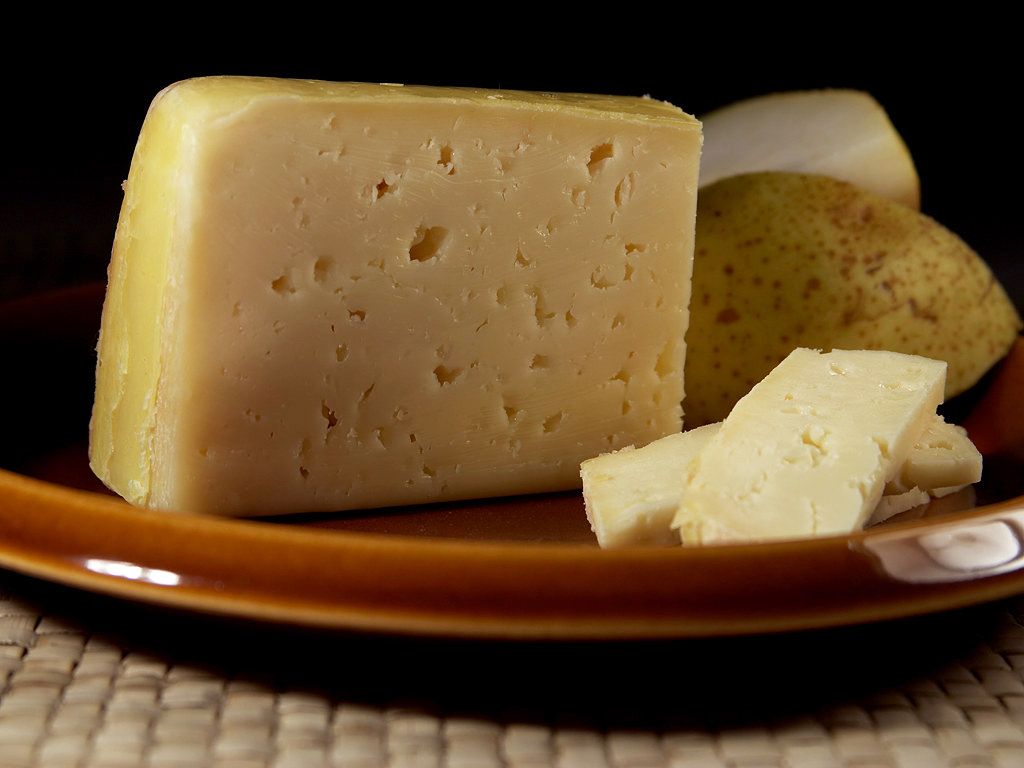
Tilsiter

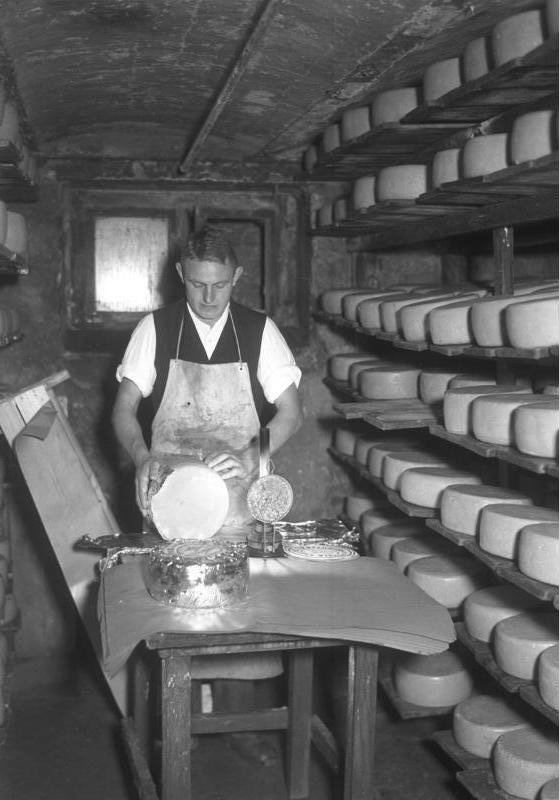
Tillverkning av Tilsiter i Tilsit, 1930-talet.

Tilsiter är en tysk-schweizisk halvhård ost gjord på skummad komjölk med naturlig skorpa. Osten uppfanns av schweiziska immigranter i staden Tilsit i dåvarande Ostpreussen, nuvarande Sovetsk i Kaliningrad oblast. Den har blivit föremål för kopior och tillverkas över hela Tyskland. Lagringstiden är vanligtvis sex månader.
Idag tillverkas en stor del av tilsiterosten på nytt sätt, i 15 kg euroblockformat, utan mogning från ytan med kittbakterier. Mogningstiden är några veckor. Den får  dock kallas tilsiterost fastän  smaken skiljer sig avsevärt från äkta tilsiter, den är milt syrlig och påminner om hushålls- och andra vanliga endast inifrån mognade ostar. 